# Milano-Torino 2018
La Milano-Torino 2018, novantanovesima edizione della corsa e valevole come evento dell'UCI Europe Tour 2018 e della Ciclismo Cup 2018, di categoria 1.HC, si svolse il 10 ottobre 2018 su un percorso di 200 km, con partenza da Magenta e arrivo alla Basilica di Superga, in Italia. La vittoria fu appannaggio del francese Thibaut Pinot, il quale terminò la gara in 4h43'36", alla media di 42,313 km/h, precedendo il colombiano Miguel Ángel López e lo spagnolo Alejandro Valverde.
Sul traguardo della Basilica di Superga 109 ciclisti, su 146 partiti da Magenta, portarono a termine la competizione.

## Squadre e corridori partecipanti
| N.      | Cod. | Squadra                        |
| ------- | ---- | ------------------------------ |
| 1-7     | EFD  | Team EF Education First-Drapac |
| 11-17   | ANS  | Androni Giocattoli-Sidermec    |
| 21-27   | AST  | Astana Pro Team                |
| 31-37   | TBM  | Bahrain-Merida                 |
| 41-47   | BRD  | Bardiani CSF                   |
| 51-57   | BMC  | BMC Racing Team                |
| 61-66   | BOH  | Bora-Hansgrohe                 |
| 71-77   | GFC  | Groupama-FDJ                   |
| 81-87   | ICA  | Israel Cycling Academy         |
| 91-97   | LTS  | Lotto Soudal                   |
| 101-107 | MTS  | Mitchelton-Scott               |

| N.      | Cod. | Squadra                         |
| ------- | ---- | ------------------------------- |
| 111-117 | MOV  | Movistar Team                   |
| 121-127 | NIP  | Nippo-Vini Fantini-Europa Ovini |
| 131-137 | QST  | Quick-Step Floors               |
| 141-147 | FST  | Team Fortuneo-Samsic            |
| 151-157 | TKA  | Team Katusha Alpecin            |
| 161-167 | SKY  | Team Sky                        |
| 171-177 | SUN  | Team Sunweb                     |
| 181-187 | TFS  | Trek-Segafredo                  |
| 191-197 | UAD  | UAE Team Emirates               |
| 201-207 | WIL  | Wilier Triestina-Selle Italia   |

## Ordine d'arrivo (Top 10)
| Pos. | Corridore             | Squadra      | Tempo    |
| ---- | --------------------- | ------------ | -------- |
| 1    | Thibaut Pinot         | Groupama     | 4h43'36" |
| 2    | Miguel Ángel López    | Astana       | a 10"    |
| 3    | Alejandro Valverde    | Movistar     | a 28"    |
| 4    | Mattia Cattaneo       | Androni      | a 36"    |
| 5    | Sébastien Reichenbach | Groupama     | a 38"    |
| 6    | Wilco Kelderman       | Sunweb       | s.t.     |
| 7    | Domenico Pozzovivo    | Bahrain-Mer. | a 41"    |
| 8    | Jakob Fuglsang        | Astana       | s.t.     |
| 9    | Fabio Aru             | UAE          | a 43"    |
| 10   | Egan Bernal           | Sky          | a 45"    |